# 야와라!

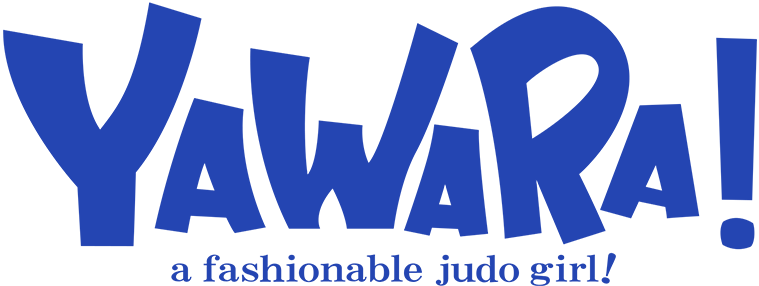

《야와라!》(YAWARA!)는 우라사와 나오키가 그린 만화 작품이다. 전 29권. 1986년부터 1993년까지 《빅 코믹 스피리츠》에서 연재되었다.
1989년에 요미우리 TV 방송에서 TV 애니메이션화되었고, 1992년까지 방송되었다. 실사영화도 제작되었다.
제35회 소학관 만화상 수상.

## 줄거리
유도가인 할아버지 때문에 유도에 몸을 바쳐온 소녀 이노쿠마 야와라가 할아버지에게 반발하면서도 천성인 유도의 재능을 발휘해 세계적으로 성공하는 스토리이다. 작품연재 초기에는 국민영예상을 받는 소녀라는 캐치프레이즈가 있었으며, 할아버지의 입버릇이 "국민영예상을 받는 것이노라"라고 하며 국민영예상(일본 최고의 상)을 의식하고 있었다. 연재가 개시되었을 때 야와라는 고등학교 2학년생이었지만 연재가 진행되면서 단기대, 사회인(23세)으로까지 그려져 야와라의 성장만화이기도 했다. 첫 화에서 소매치기를 야와라가 유도로 물리친 것을 신문기자인 마츠다가 목격한 장면부터 이야기가 시작된다.

## 등장인물
- 이노쿠마 야와라 (성우 : 미나구치 유코)
주인공. 사랑도 하고싶고 꾸미고도 싶은 도립 무사시야마 고등학교에 다니는 여고생이지만 사실은 할아버지인 지고로에 의해 유년기부터 유도의 재능이 길러진 천재유도소녀이다. 체급은 48kg 이하급. 그 분위기로 보자면 유도를 잘 하는 것 같진 않아 보이기 때문에 그것을 숨기고 있다. 그러나, 거리에서 소매치기범을 물리친 것이 일간 에브리 스포츠에 보도되어 그 이후 그 존재가 알려져 간다. 고등학교 졸업 후에는 미츠바 여자단기대학 가정과에 입학하고, 츠루카메 트레벨에 취직하였다. 유도부가 없는 것이 선택의 이유였지만 대학교에도 회사에도 유도부가 창설되고 만다. 원작의 생년월일은 1969년 12월 8일로 설정되어 있다.
- 이노쿠마 지고로 (성우 : 나가이 이치로)
야와라의 할아버지. 말투에 "노라(ぢゃ)"가 붙는 것이 특징. 전일본선수권 오연패 (자칭 칠연패)의 실적을 가진 유도가. 단수는 7단 (자칭 구단). 자택엔 유도장도 가지고 있다. 현재는 접골원을 경영하고 있으며 기묘한 약을 환부에 발라 치료하기도 한다. 노인이지만 식욕이 왕성해서 야와라의 경기를 관전할 때에도 엄청나게 많은 과자를 가지고 자리에 앉는다. 저서로 "유도의 길은 하루아침에 이루어지는 것이 아니노라(柔の道は一日にしてならずぢゃ)"가 있다. 설정상으론 1914년 야마가타현에서 태어난 것으로 설정되어 있다. 그 이름은 유도의 아버지 기이 지고로와 도쿄 올림픽 중량급 금메달리스트 이노쿠마에서 따 온 것이다. 완고한 성격으로 야와라가 미츠바 단기대학과 츠루가메 트레벨에 들어간 후에도 설득해서 사이카이 대학에 입학시키려고 한다.
- 마츠다 코사쿠 (성우 : 세키 토시히코)
일간 에브리 스포츠의 젊은 신문기자. 등장 당시 24세. 취재중에 야와라가 소매치기범을 때려눕히는 것을 목격하고 기사로 쓴 일로 그녀에게 흥미를 가지게 된다. 그 후 여러 가지 방법으로 그녀에게 접근하나 언제부터인가 취재대상을 넘어서 연애감정이 생긴다. 출신지는 야마가타현(지고로와 같다)으로 집안은 민박집을 경영중. 아파트에서 혼자 살고 있다. 보통 오토바이를 타고 다닌다. 이름은 배우인 마츠다 유사쿠에서 왔다고도 한다.
- 혼아미 사야카 (성우 : 타카모리 요시노)
혼아미 재벌의 딸로서 테니스와 승마, 수영 등의 많은 스포츠의 정상에 섰다. 그러나, 그것에 그녀는 최선을 다하지 않았다. 가끔씩 야와라와 지고로와 만난것이 계기가 되어 유도의 길을 걷게 된다. 체급은 48kg 이하급이다. 한 번 입은 옷은 다시는 입지 않는다. 거만한 캐릭터로 아가씨같은 행동을 한다. 세이신 여학원고등학교를 나왔고 같은 대학에 진학하지만 무사수행을 가기 때문에 유급했다.
- 카자마츠리 신노스케 (성우 : 카미야 아키라)
혼아미 사야카의 유도 코치. 집안은 양조회사를 경영하며 유복한 가정에서 자라고 해외유학의 경험도 있다. 도심 맨션에 살고 BMW를 애차로 하고 있다. 바람끼가 많다. 유도에 대해 굴지의 실력을 지니고 있지만 시합에서는 이기지 못한다. 야와라와의 만남은 버스 차내에서 마츠다에게 쫓기넌 야와라를 구해준것이 시작으로 그 후 야와라의 가정교사를 맡게 된다. 등장시에는 대학생으로 그 후 혼아미 사야카의 아버지에 의해 혼아미 그룹에 입사.
- 이토 후지코 (성우 : 카와지마 치요코)
야와라가 단기대학생이었을 때 처음 골프 서클에 함께 들어간 친구. 신장 175cm의 장신으로 원래 발레를 하고 있었지만 키가 너무 커 버려서 단념. 그러나, 야와라가 유도를 그만두고 싶어하는 것을 알고 그녀를 그러지 못하게 하기 위해 자신도 유도를 시작하게 된다. 체급은 61kg 이하급. 발레 시절의 몸의 유연함이 실력을 더해 사이카이대학에 편입. 그 후 하나조노 카오루와 결혼하고 후쿠꼬를 낳는다. 집은 시즈오카현에서 일본차를 팔고 있다.
- 하나조노 카오루 (성우 : 스가와라 마사시)
야와라가 다니는 무사시야마 고등학교의 유도부 주장. 약소유도부를 혼자서 지탱하고 있었다. 졸업 후에는 에비텐도체대에 진학하여 유도부에 입부한다. 대학은 그렇게 높은 곳이 아니었지만 야와라와 지고로의 지도를 받아 강해졌다. 후지코와 만나 결혼을 하고 만다.
- 카모다
일간 에브리 스포츠의 카메라맨. 마츠다와 함께 다닌다. 쿠니코의 입사로 인해 그 콤비는 없어지지만 그 후에도 종종 등장한다.
- 카가 쿠니코 (성우 : 아키야 마루나)
일간 에브리 스포츠의 신인 카메라맨. 마츠다와 같은 조였던 카모다 대신에 편집장이 마츠다와 함께 취재하게 한다. 애니메이션에서는 처음엔 카모다와 쿠니코가 동시에 있었지만 나중에 쿠니코만으로 된다. 글래머이면서 안경을 끼고 있다. 코사쿠를 짝사랑 (본인의 오해, 야와라도 그녀와 마츠다가 사귀고 있다고 오해한다)하고 있다. 집안은 목욕탕을 경영하고 있다.
- 조디 로크웰 (성우 : 가즈시로 미유키)
캐나다의 유도 72kg 이상급 대표. 괴력을 가졌지만 상냥한 여성. 야와라의 기사를 신문에서 본 후 혼자서 일본에 온다. 이노쿠마 가에서 잠시 식객으로 살면서 일본어를 공부한다. 야와라와 이노쿠마 집안의 도장에서 시합했을 때 팔을 다쳐서 승패는 갈리지 않고 나중의 시합에서 대전하기로 약속하고 귀곡했다. 그 후 역도선수인 루네 사이멀과 결혼한다.
- 안나 테레시코와 (성우 : 미즈타니 유코)
구소련의 유도 72kg 이상급 선수. 냉철한 캐릭터. 역시 야와라의 존재를 알고 시합을 하고 싶다고 생각하게 된다. 특기는 우라나게. 야와라와는 서울올림픽 (애니메이션에선 '월드컵'이 되어있다)에서 처음 대전하였지만 조디를 부상시킨 것에 의해 야와라의 분노를 산다. 그 이후 소련의 붕괴 등의 현실사회의 영향을 받아가며 성장해 간다.
- 이노쿠마 타마오
야와라의 어머니. 보통은 실종한 남편 코지로의 행방을 찾아 전국을 돌아다녀서 가끔씩밖에 집에 오지 않는다. 상냥한 성격이지만 천연 바보의 끼도 가지고 있다. 타마오가 없을 때의 가사는 야와라가 하고 있다.
- 이노쿠마 코지로
야와라의 아버지이며 지고로의 아들. 역시 유도가지만 야와라가 5살일 때에 실족했다. 야와라가 그를 유도로 날려보낸 것이 원인이었으며 그것이 야와라가 유도를 그만두겠다고 생각하는 이유가 된다. 그 후 혼아미 사야카 등의 코치가 되어 강력한 라이벌을 기른다. 지고로와 닮아서 먹성이 좋다.

## 문화적 적용
만화가 일본에서 매우 유명했기 때문에, 1992년 바르셀로나 올림픽에서 당시 10대의 다니 료코가 은메달을 일본에 안겨 주었을 때 그녀에게는 나이나 체구, 성장 과정 등 여러 가지 공통점 때문에 '야와라찬'이라는 애칭이 붙었다.